# 奥古斯特·孔德
（1798年1月19日—1857年9月5日）是法国哲学家，社会学家、实证主义的提出者。

## 生平
1798年出生于蒙彼利埃的一个天主教徒和君主主义者家中。他的父亲是一个中级官吏，任蒙彼利埃税务总署的代理人。1807—1814年，孔德在蒙彼利埃上中学，他已放弃了天主教信仰，接受自由和革命的思想。1814—1816年，他在综合工科学校求学，学习成绩冠南方学生之首。1817年8月，他成为著名的乌托邦社会主义者圣西门的秘书与圣西门合作并成为他的朋友至1824年。其间孔德与这位工业主义哲学家合作编辑出版《工业》、《政治家》、《组织者》、《工业制度》、《企业家入门》等刊物。1830年，《實證哲學教程》第一卷出版，稍后其他各卷（共六卷）陆续出版。
書中提到三階段定律（法語：loi des trois états；英語：the law of the three stages）的概念，他認為知識與社會的發展經歷三個階段：神學階段（l'état théologique）、形上學階段（l'état métaphysique）、實證階段（l'état scientifique）這三個知識階段。
1842年出版的第四卷中，正式提出“社会学”这一名称并建立起社会学的框架和构想。孔德于同年与前妻离婚。1832年，孔德被任命为综合理工学院分析与机械课辅导教师。1836年被任命为同一学院考官，1844年失去考官职务。其后主要靠捐款为生，捐款先后来自挚友穆勒和几个富有的英国人，及弟子埃米尔·利特雷及百余名法国学生和仰慕者。1844年，孔德遇到对其理论发生重大影响的克洛蒂尔德·德沃，两人保持着柏拉图式的爱情。1846年，德沃病逝。受她影响，孔德于1847年创立人道教（Religion de l'Humanité），并于1848年二月革命后成立具有宗教色彩的实证主义学会（Société positiviste）。1849年又制订实证主义日历。1851年，孔德失去综合理工学院辅导教师职务。同年，《实证政治体系》出版，其后三卷逐年出版。
1857年9月在巴黎逝世。

## 理论贡献

### 实证主义
孔德的实证主义思想建立在实在论的预设之上， 即认为存在一个现实世界（如生物世界或社会世界） ， 社会科学家的任务就是去揭示和描述这个世界。孔德的思路是：“实证主义哲学家......分析问题的基本目标是弄清事物的真实状况， 并在他们的理论中尽可能精确地将其再现出来”。后来，
孔德认为，实证主义哲学（或一切哲学）“只有对真实存在的关系进行精确而完整的呈现，才算是正当的。”这又被称为“事实复制论”。
孔德认为，人类社会在十九世纪已经进入“实证阶段”，因此倡导用科学的方法研究社会，从而创造了“社会学”一词为这一新领域命名。然而，尽管孔德在科学方面受过不错的训练，也确信社会学要通过观察、实验、比较等科学方法才能得到发展，但他并没有做过社会学的实证研究。相反孔德深受弥漫在法国的无政府状态困扰，他急于完成他的实证主义体系为恢复社会秩序提供解决方案。

### 三阶段法则
孔德认为人类的智识发展先后经历神学阶段、形而上学阶段、实证阶段。同时不仅人类经历这一过程，而且所有的群体、社会、科学、个体甚至心灵都经历同样的三阶段。如物质形式经历军事、法律、工业化三阶段，基本道德情感经历忠诚、崇敬与仁慈三阶段.孔德也将这一规律与人的成长关联在一起，将人的生命历程划分为对应的三个阶段——婴儿期（神学）、青春期（形而上学）、成熟期（实证）。
其中，神学阶段人们用万物有灵论、灵魂或上帝来解释事物，形而上学阶段人们用抽象的哲学沉思来解释事物，实证阶段人们将对事物的科学解释建立在观察、实验和比较基础之上。
他将社会学分为社会动力学与社会静力学，前者是对社会变迁和社会进步的研究，后者是对社会秩序的研究。

#### 社会动力学
孔德的社会动力学的两个基本原则是：相信任何地方的社会变迁都有经历相同的序列；相信一个社会的各种因素是共同变化的。基于这两个原则，孔德提出人类智识发展的三阶段法则（亦称三阶段规律），即其实证主义体系的基本原理。
孔德认为社会动力学比社会静力学更重要，他关注变迁，但反对革命式的变迁，他认为智识失序是社会失序的原因，只有当实证主义取得对社会的总体控制，社会动荡才能停止。即他想改变人的思想方法，推广实证主义思想至全社会，让所有人都成为实证主义者。

#### 社会静力学
孔德的社会静力学的基本原则是：不能孤立地理解事实，而必须将它们置于更大的背景来理解，即如果要理解部分的功能，就必须先掌握整体。因而孔德的社会学并不着重研究个体，只是将其作为分析更大实体——如家庭——的基本单位。

##### 类有机体
孔德从生物科学中借用术语与概念，将社会与生物有机体类比，认为社会由家庭、教会和国家等部分组成，正如身体由肝、脑、肾等各个器官组成。家庭即社会的细胞，阶级或种族是社会的组织，城市和社区是社会的器官。每一部分之于整体都有一定的功能。孔德的有机体类比被认为是现代功能主义的根源。

##### 共识
孔德赋予社会中“共识”的作用以极大重要性。他认为一个和谐的社会是建立在共识的基础上的。共识是一种共同属于某一道德统一体的情感。孔德并不认为只通过理性就可以将社会整合在一起，而是需要信念。因此，家庭、教会和共同体是社会的核心，因为正是在这些场合，爱、责任、忠诚和敬仰等感情压制了人的私心。因而在他看来，那种认为工人和资本家之间存在不可避免的冲突的观点毫无价值可言。

## 预言与反身性

### 科学预言
孔德在《实证哲学》（The Positive Philosophy）一书中做出的一项广为人知的预言是：人们永远无法知晓恒星的化学成分。这被认为是对人类科学发展瓶颈的一个非常糟糕的预言——三十年后，人们就开始通过光谱学了解恒星的成分。

### 反身性
除大量理论著作外，孔德对自我与知识生产之间关系的反思是其作品中被人忽视但却很有意思的一个方面：当个体作为当下社会的产物，如何去发展能够推动社会进步的科学？孔德在《实证政治体系》（Positive Polity）一书中谈到了一个旨在提升自己作为知识生产者的自我改造过程。方法论学者Audrey Alejandro指出， 孔德的这些反思开创了当代社会科学对反身性（reflexivity）的强调，也就是要批判性地认识和评估个人倾向和无意识的话语是如何塑造知识生产的。进一步说，她认为孔德为反身性话语分析（reflexive discourse analysis）框架建立了基础，从而为社会科学学者在实践中进行反思提供了反身性的话语分析工具。

## 故居
孔德故居博物馆设于于巴黎第六区的王子先生街10号。